# Fritz Spieß
Fritz Spieß (auch Friedrich Spiess, * 28. Oktober 1881 in Wiesbaden; † 19. Februar 1959 in Hamburg) war deutscher Marineoffizier, zuletzt Konteradmiral.

## Leben
Fritz Spieß begann seine Laufbahn bei der Marine im April 1900 als Seekadett. 1901 wurde er Fähnrich zur See, 1903 Leutnant zur See, 1905 Oberleutnant zur See, 1910 Kapitänleutnant, am 28. April 1918 Korvettenkapitän, am 1. Januar 1925 Fregattenkapitän, am 1. April 1927 Kapitän zur See, 1929 Konteradmiral, 1934 Ministerialdirektor mit den Rangabzeichen eines Generalmajors und 1939 Ministerialdirektor mit den Rangabzeichen eines Generalleutnants.
Bis September 1914 war er kurzzeitig Kommandant des Hilfsminenstreudampfers Prinz Adalbert bevor er bis Ende des gleichen Jahres Chef der Torpedoschul-Halbflottille wurde. Bis April 1915 war er Präses der I. Torpedoboot-Abnahmekommission. Von April 1915 bis Dezember 1916 war er Kommandant des Torpedobootes G 103. Im Dezember 1916 wurde er zum Chef der 1. Torpedoboots-Halbflottille der I. Torpedoboots-Flottille ernannt.  Ab März 1918 bis Kriegsende kommandierte Spieß die I. Torpedoboots-Flottille. Von Mai 1919 bis September 1919 war er Kommandant der SMS Triton.
Nach dem Krieg wurde er in die Reichsmarine übernommen. Von 1925 bis 1927 nahm er als Kommandant und hydrographischer Referent der Nautischen Abteilung bei der Marineleitung an der Deutschen Atlantischen Expedition auf der Meteor teil. Nach dem Tod von Alfred Merz im August 1925 wurde die Gesamtleitung der Deutschen Atlantischen Expedition auf einstimmigen Beschluss des wissenschaftlichen Stabes dem Kommandanten, Fregattenkapitän Fritz Spieß übertragen. Am 30. September 1928 wurde er aus der Marine verabschiedet und wurde am 1. November 1929 mit dem Charakter als Konteradmiral ausgezeichnet.
1934 wurde er zum Präsidenten der Deutschen Seewarte in Hamburg ernannt. Aus dieser Position ging er am 22. Juli 1945 in den Ruhestand.

## Ehrungen und Würdigungen
Der Spießgipfel im Königin-Maud-Land in der Ostantarktis wurde zu seinen Ehren benannt. Gleiches gilt für den Spieß-Gletscher auf der Antarktischen Halbinsel und die Klippenfelsen Spiessbåane vor der Bouvetinsel im Südatlantik.
Er erhielt 1927 die goldene Leibniz-Medaille der Preußischen Akademie der Wissenschaften und die Ehrendoktorwürde der Christian-Albrechts-Universität zu Kiel.
1930 wurde Fritz Spieß in der Sektion Geographie als Mitglied in die Deutsche Akademie der Naturforscher Leopoldina aufgenommen.

## Werke
- Die Meteor-Fahrt. Forschungen und Erlebnisse der Deutschen Atlantischen Expedition 1925 - 1927. Berlin: Reimer, 1928.
- Wissenschaftliche Ergebnisse der Deutschen Atlantischen Expedition auf dem Forschungs- und Vermessungsschiff "Meteor" 1925 - 1927, Band 1: Das Forschungsschiff und seine Reise. Hrsg.: Albert Defant, Berlin: de Gruyter, 1932.